# Aces High
"Aces High" é o décimo primeiro single da banda de heavy metal inglesa Iron Maiden. Escrita por Steve Harris, é a primeira faixa do álbum Powerslave. As letras da música descrevem o ponto de vista de um piloto britânico da RAF lutando durante a Batalha da Grã-Bretanha (1940), o primeiro engajamento militar a ser travado inteiramente com aeronaves, ocorrido durante a Segunda Guerra Mundial. A obra de arte do single mostra o mascote da banda, Eddie the Head, no cockpit de um Supermarine Spitfire, uma das principais aeronaves a participar dessa batalha.
A música chegou à posição de número 20 no UK Singles Chart

## Apresentações ao vivo
"Aces High" é frequentemente usada como música de abertura dos shows do Iron Maiden. A execução da canção ao vivo geralmente é vista em vídeos de concertos como Live After Death e Iron Maiden: Flight 666, frequentemente é precedida pelo discurso de Winston Churchill intitulado "We Shall Fight on the Beaches", proferido em 4 de junho de 1940, o discurso é acompanhado com sons de aviões em segundo plano. O discurso de Churchill também foi incluído no início do videoclipe da música.

## Lista de reprodução
1. "Aces High" (Steve Harris) - 4:31
2. "King of Twilight" (cover Nektar) - 4:54
3. "The Number of the Beast (ao vivo)" (Steve Harris) - 4:57

## Créditos
- Bruce Dickinson - Vocal
- Dave Murray - guitarra
- Adrian Smith - guitarra, vocal de apoio
- Steve Harris - baixo, vocal de apoio
- Nicko McBrain - bateria